# Malovane, Mlîniv
Malovane (în ucraineană Мальоване) este localitatea de reședință a comunei Malovane din raionul Mlîniv, regiunea Rivne, Ucraina.

## Demografie
Componența lingvistică a localității Malovane
     Ucraineană (99,53%)
     Alte limbi (0,47%)
Conform recensământului din 2001, majoritatea populației localității Malovane era vorbitoare de ucraineană (99,53%), existând în minoritate și vorbitori de alte limbi.